# NBM-Amstelland
NBM-Amstelland was een beursgenoteerd bouwbedrijf dat zich onder meer bezighield met vervaardiging van en handel in bouwmaterialen, met projectontwikkeling en bouw. Het bedrijf was gevestigd in Den Haag.

## Geschiedenis
NBM-Amstelland is voortgekomen uit een fusie tussen de aannemingsbedrijven NBM en Amstelland Concernbeheer. De fusie werd bekendgemaakt op 30 juni 1988. Aldus ontstond het op een na grootste bouwbedrijf van Nederland, met ongeveer 5000 medewerkers. Slechts de Hollandse Beton Groep (HBG) was toen, met 12.000 medewerkers, nog groter.
In 1989 werd het Van Welzenes Spoorbouw Bedrijf overgenomen, dat in 1997 NBM Rail ging heten.
Omstreeks 1992 werd besloten om vooral te groeien in de bouwmaterialenhandel, teneinde minder conjunctuurafhankelijk te zijn. Daarbij werden de handelsfirma's Roefsema te Hoogersmilde, en Cementbouw, gekocht. Cementbouw bezat naast handelsactiviteiten ook betoncentrales. Daarnaast werd NBM-Amstelland franchisenemer in een 50-tal doe-het-zelfwinkels van Intergamma, onder de formules Gamma en Karwei. Een verliesgevende fabriek voor thermische grondreiniging te Schiedam bleek onverkoopbaar en werd in 1996 gesloten.
In 1998 werd Wilma Bouw overgenomen, waarmee -naar buiten toe- geacht werd synergie te ontwikkelen. Aldus ontstond een zeer groot bedrijf met (toen) 9636 werknemers.
Met name in de bouwsector werden echter slechte resultaten behaald. Onder leiding van de toenmalige president-commissaris, Cor Boonstra, werd besloten het bedrijf te splitsen. Op 1 september 2000 werd deze stap officieel bekendgemaakt. De bouwactiviteiten gingen toen naar de Koninklijke BAM Groep, die daarmee in omzet vrijwel zou verdubbelen.
De volgende onderdelen werden door NBM-Amstelland afgestoten naar BAM:
- Beton- en industriebouw
- Infrastructuur en Milieu
- Railinfrastructuur
- Verkeer, Telecom en Installaties
- Nelissen van Egteren (utiliteitsbouw)
- Wilma (woningbouw)

Het bedrijf zou hierbij de naam BAM NBM NV aannemen, terwijl het resterende deel (handel en industrie met betrekking tot bouwmaterialen, en projectontwikkeling) verder zou gaan onder de naam Amstelland NV.
Toen BAM NBM in 2002 ook de Hollandse Beton Groep (HBG) overnam, verdween de afkorting NBM uit de naam van de aldus ontstane groep, die toen Koninklijke BAM Groep ging heten.